# Primer Encuentro de Mujeres Negras de América Latina y El Caribe
El Primer Encuentro de Mujeres Negras de América Latina y El Caribe (Primer Encuentro de Mujeres Negras de Latinoamérica y el Caribe) fue una conferencia internacional de 300 representantes de 32 (se menciona 70 en algunas referencias) países, el cual ocurrió entre el 19 y el 25 de julio de 1992 en Santo Domingo, República Dominicana. 

## Organizadoras
Una de sus organizadoras fue Ochy Curiel, una académica feminista Afro-Dominicana. Uno de los resultados de la reunión fue el  anuncio de la conmemoración anual del  25 de julio como "Día Internacional de las Mujeres negras Afrolatinoamericanas, caribeñas y de la diáspora" (Día Internacional de Mujeres Negras de Afro-Latinoamérica, el Caribe, y la Diáspora).
Durante el evento se creó la Red de Mujeres Afrolatinoamericanas, Afrocaribeñas y de la Diáspora.